# Saint-Florent-le-Vieil

Saint-Florent-le-Vieil este o comună în departamentul Maine-et-Loire, Franța. În 2009 avea o populație de 2,676 de locuitori.